# Я — Неро
«Я — Неро» (англ. Soy Nero) — драматический фильм, снятый Рафи Питтсом. Мировая премьера ленты состоится 16 февраля 2016 года на Берлинском международном кинофестивале.

## Сюжет
Фильм рассказывает про депортированного мексиканца по имени Неро, который незаконно возвращается в США в поисках своих данных.